# Kollár István (fotóművész)
Kollár István (Esztergom, 1950. november 12. – 1994. december 10.) fotóművész.

## Életpályája
A gimnázium elvégzése után 1968-92 között diszpécser, majd népművelő volt Esztergomban a Labor Műszeripari Műveknél, annak felszámolásáig. Fotós pályafutása 1969-ben kezdődött. 1971-ben a már hosszú hagyományokra visszatekintő Esztergomi Városi Fotóklub tagja, majd 1976 és 1990 között vezetője lett. 1973-tól publikálta fotóit a sajtóban. 1978-ban csatlakozott a Fiatal Fotóművészek Stúdiójához. Művei többek között prospektusok, könyvillusztrációk és falinaptárak. 1978-ban Balla András, Sipeki Gyula, Tamási Péter és Kollár István kezdeményezésére megszületett az Esztergomi Fotóbiennále, ami azóta is visszatérő kulturális eseménye a városnak. 1992-től 1994-ben bekövetkezett haláláig szabadúszó fényképészként dolgozott.

## Díjak, elismerések
- 1977, 1981, 1985: a Komárom Megyei Tanács fotóművészeti ösztöndíjasa;
- 1992: a Kernstok Alapítvány ösztöndíjasa.

## Egyéni kiállítások
- 1978 • Tatabánya
- 1979 • Esztergom • Gyula
- 1980 • Ilmenau (NDK)
- 1983 • Brno
- 1986 • Tata
- 1988 • Békéscsaba
- 1991 • Esztergom
- 1994 • Zslicová (SZL) • Esztergom.

## Csoportos kiállítások
- 1968 • Tánc a fotóművészetben, Magyar Nemzeti Galéria, Budapest
- 1970 • Komárom megyei Fotóművészeti Kiállítás, Tatabánya
- 1971 • KPVDSZ Országos Fotókiállítás, Budapest
- 1973 • Országos Fotóművészeti Kiállítás, Esztergom
- 1975 • Fotóklubok XI. Szegedi Szalonja, Szeged
- 1977 • Üveg szépsége, Salgótarján • Esztergomi Fotóklub kiállítása, Espoo (FIN)
- 1978 • I. Esztergomi Fotóbiennálé, Vármúzeum, Esztergom • Család, Pécs
- 1979 • A gyermek, Komárom
- 1980 • II. Esztergomi Fotóbiennálé, Vármúzeum, Esztergom[2]
- 1984 • Komárom megyei ösztöndíjasok kiállítása, Tata
- 1987 • Esztergomi Fotóklub kiállítása, Tata
- 1989 • Vasas Országos Fotókiállítás, Székesfehérvár
- 1990-92 • VII., VIII. Esztergomi Fotóbiennálé • Vármúzeum, Esztergom
- 1994 • Kortárs magyar fotográfia, Szófia.